# TBS Podcast
TBS Podcast（ティービーエス ポッドキャスト）とは、
TBSラジオが運用しているポッドキャスティングユーザー向けのラジオ放送、またその放送を録音配信するウェブサイトである。
現在のブランド名（記事名）は、2022年（令和4年）10月のサービス再開から使用している。かつては『TBS RADIO podcasting954（ティービーエスラジオ ポッドキャスティング954）』という名称で2005年（平成17年）10月から、2016年（平成28年）6月30日までサービスを実施していた。
当記事では、2016年（平成28年）7月からの空白期間にTBSラジオが始めたラジオクラウド、各種音声プラットフォーム向け配信の状況についても解説する。

## 概要
iTunes（Apple Podcast）をはじめ、ポッドキャスティングに対応したソフトウェア・音声プラットフォームを使い、毎週更新される番組を聴くことができる。
番組の内容は、主にTBSラジオで放送されている番組のダイジェスト版だが、一部の番組ではポッドキャスティング用にオリジナルの内容を用意している。さらには2022年のサービス再開後は、地上波とは無関係の番組も登場している。
該当番組はこちらを参照。

### 歴史
2005年10月、『TBS RADIO podcasting954』としてサービス開始。
2009年3月9日-13日の配信分からPodcastADによるコマーシャルが『JUNK』『JUNK ZERO』『ライムスター宇多丸のウィークエンド・シャッフル』『ロックばん外伝 高見沢俊彦スペシャル』『ともとものヤギさん、おいで〜♪』、2009年5月11日から追加して『瓜生明希葉　a piece of laughing』『キャナァーリ倶楽部～以心伝心～』のそれぞれの番組の冒頭に入るようになったが、次第に省略されることが多くなっていた（2010年9月時点）。
2010年12月1日から「ニュース・時事性が高いコンテンツ」は、配信日から1週間後に削除されることとなった。この方針に関して、『小島慶子キラ☆キラ』内「3時台コラム」で上杉隆担当の火曜日のみが対象となり、木曜日担当の吉田豪は「自分のコラムが削除されないのは時事性が低いということか」と指摘している。
2016年時点で、月間コンテンツダウンロード数5000万、ユニークブラウザ数300万というユーザを獲得し「世界有数のポッドキャスター」となっていたが、収益化の目処が立たずサービス継続が困難となったため、同年6月末でサービスを終了。従来ポッドキャストで配信されていた各番組は、7月より開始したストリーミング配信型の新サービス「TBSラジオクラウド」に移行した。
この後しばらく、TBSラジオでのネットラジオサービスは原則として『ラジオクラウド』のみで提供していたが、『東京ポッド許可局』はその後も単独でポッドキャスト配信を継続しているほか、『火曜JUNK 爆笑問題カーボーイ』は2017年11月から『爆笑問題のリトルカーボーイ』と題してポッドキャスト配信を再開（2019年11月で新規エピソード配信は一旦休止）。
TBSラジオ独自アプリとしての『TBSラジオクラウド』での配信は、スマホは2017年2月末、パソコン向けは2020年3月にそれぞれ廃止され、他民放などとの共通サービスである『ラジオクラウド』へ統合。その後「TBSラジオクラウド」の廃止と入れ替わる形で、2018年4月放送開始の『アフター6ジャンクション』では、2020年4月よりSpotifyをはじめとする各種サービスを介して、部分的なポッドキャスト配信を開始（再開）した。その後も『アフター6ジャンクション』に追随する形で、ラジオクラウドと並行して同じ内容をポッドキャストで配信する番組が相次いでいる。
2022年に入ると『たまむすび』『安住紳一郎の日曜天国』などpodcasting954時代に配信していた番組でも、ポッドキャスト向け配信を再開。同年10月25日付のプレスリリースをもって、TBSラジオは局としてポッドキャスト配信を正式に6年ぶりに再開した。
ポッドキャスト配信再開後は『TBS Podcast』という名称で、Apple Podcast・ラジオクラウドに加えSpotify・Amazon Music・Google Podcastなどの各種音声プラットフォーム向けに音声コンテンツを配信している。

## podcasting954時代に配信・更新をしていた番組
☆はTBSラジオクラウドに引き継がれた番組

### ア行
- R25「ナイスQ」編集部
- 麻木久仁子のニッポン政策研究所
- 安住紳一郎の日曜天国☆
- アスリーと〜く
- あべこうじのポッドキャスト番長
番長せんせい
  - 長谷川滋利の野球術
  - 阿久悠・大沢悠里の悠悠素敵話
  - 竹熊健太郎のたけくまラジオ
  - 堀井憲一郎のずんずん落語
  - 猪瀬直樹のニュースの見張番
  - 宮台真司の週刊ミヤダイ

すっぴん番長（ビデオポッドキャスト配信）
  - 山崎真実のイヤならいうてな
  - 加藤夏希のニュータイプ英単語
  - 相武紗季のハッピータイム!
  - 高部あいのラジオdeあいでチュッ
- 荒川強啓 デイ・キャッチ!☆
- 大沢悠里のゆうゆうワイド
  - ハートオブメニュー
- OTTAVA
  - OTTAVA Caffe azzurro
  - OTTAVA Caffe bianco
  - OTTAVA Caffe bruno
  - OTTAVA Caffe bleu
  - OTTAVA Caffe rosso
  - OTTAVA Caffe celeste

### カ行
- Kakiiin
  - 内藤大助ラジオパンチドランカー
  - お家のコンシェルジュ
  - 穂花の本当だよ
- 角田信朗 〜傾いて候〜 よっしゃあ!
- 唐沢俊一のポケット
- 菊地成孔の粋な夜電波☆
- キャイ〜ンのおのれっ、この・・・傾奇者がぁ〜!!
- キャナァーリ倶楽部〜以心伝心〜
- 久米宏 ラジオなんですけど☆
- 小堺一機のサタデーウィズ
- 小島慶子 キラ☆キラ

### サ行
- Science Xitalk（更新は、放送が行われるナイターオフ期間のみ）
- サタケミキオと宅間孝行
- サタデー大人天国! 宮川賢のパカパカ行進曲!!
- ザ・トップ5
- JUNK
  - 伊集院光 深夜の馬鹿力☆
  - 爆笑問題カーボーイ☆
  - 山里亮太の不毛な議論☆
  - バナナマンのバナナムーン☆
  - おぎやはぎのメガネびいき☆
  - エレ片のコント太郎☆
  - 極楽とんぼの吠え魂
  - JUNK 交流戦スペシャル
  - 雨上がり決死隊べしゃりブリンッ!
  - アンタッチャブルのシカゴマンゴ
  - 加藤浩次の吠え魂
- JUNK2
  - 波田陽区の中までテキーラ!
  - 笑い飯のトランジスタラジオくん
  - スピードワゴンのキャラメル on the beach
  - タカアンドトシのケチャケチャラジオ
  - カンニング竹山 生はダメラジオ
- JUNK ZERO
  - ケンドーコバヤシのテメオコ
- 証券知識普及プロジェクト Presents イチからはじめる資産運用
- 鈴木おさむ 考えるラジオ
- ストリーム
- セインカミュ Indies picks! from YoroZoo
- 全国おとな電話相談室
- 全国こども電話相談室・リアル!

### タ〜ナ行
- 高橋芳朗 HAPPY SAD
- たまむすび☆
  - たまむすび 協会けんぽ健康サポート
  - 伊集院光の週末TSUTAYAに行ってこれ借りよう!
- 〜ちょいモテおやじ養成番組〜ものほん
- 土曜朝イチエンタ。堀尾正明+PLUS![7]
- トヨタプレゼンツ 秋元康のドラマティックドライブ〜いつも誰かと〜
- 2011年トラックの日スペシャル トラックは生活（くらし）と経済のライフライン
- ニュース探究ラジオ Dig
  - TOYOTA モータースポーツdig

### ハ〜ワ行
- パックンマックン・海保知里の英語にThank you!
- BATTLE TALK RADIO アクセス
- ビビる大木のSPORTS☆STAR!!
- ブジオ!
- ふるチン
- プレシャスサンデー
  - 岩本初恵のハッピートーク
  - 農林漁業ロード
  - DHCドリームプロジェクト〜はなわ・こんのひとみ 夢をかなえよう☆
  - 100歳の詩人 柴田トヨ「くじけないで」
- 文化系トークラジオ Life（本編・スピンオフ編）☆
- MIXUP
  - 坂本真綾 地図と手紙と恋のうた
  - 瓜生明希葉 a piece of laughing
- ミミガク
- 森本毅郎・スタンバイ![7]☆
- やべきょうすけのnextクローズ
- 柳瀬博一・Terminal
- 夜な夜なニュースいぢり X-Radio バツラジ
  - バツラジ×DIME
  - 若林史江の株いぢり
  - バツラジ×REBOOT
- 四番なかやま
- 養命酒 健康談話室
- ライムスター宇多丸のウィークエンド・シャッフル☆
- LINDA!〜今夜はあなたをねらい撃ち〜
- ROCK ENTERTAINMENT 高見沢俊彦のロックばん☆
  - ロックばん外伝　高見沢俊彦スペシャル

### オリジナル番組
- Apple CLIP
- 英検 Chat Room - Grade Pre 2 〜 Grade 2
- ともとものヤギさん、おいで〜♪（のちに改題、有料化）
- 眞鍋かをりのポッドキャスト Tokyo Local[8]

## かつて配信されていた番組
2016年7月以降ポッドキャストとして配信されていた番組。ラジオクラウド単独配信分を除く。
- アシタノカレッジ（番組終了）
  - NIKKI’S Green English
  - 楽しく知ろう ハツミミ!カレッジ
  - 歯医者さんTV presents アシタノ予防歯科学部
- あだぷと（番組終了）
- おぎやはぎのクルマびいき（番組終了）
- たまむすび（番組終了）
- D4DJ presents Peaky P-keyの最頂点Mix（番組終了）
- テンカイズ（番組終了）
- 東京ポッド許可局（独自配信分）
- 日本M&Aセンター presents Meet Up（番組終了）
- 爆笑問題カーボーイ（「リトルカーボーイ」独自配信分）
- ヒロシ×阿諏訪の無骨ラジオ（オリジナル番組）
- 不夜城はなぜ回る（TBSテレビ制作）